# Oconto Falls (Wisconsin)
Oconto Falls es una ciudad ubicada en el condado de Oconto en el estado estadounidense de Wisconsin. En el Censo de 2010 tenía una población de 2.891 habitantes y una densidad poblacional de 378,64 personas por km².

## Geografía
Oconto Falls se encuentra ubicada en las coordenadas 44°52′31″N 88°8′44″O / 44.87528, -88.14556. Según la Oficina del Censo de los Estados Unidos, Oconto Falls tiene una superficie total de 7.64 km², de la cual 7.07 km² corresponden a tierra firme y (7.46%) 0.57 km² es agua.

## Demografía
Según el censo de 2010, había 2.891 personas residiendo en Oconto Falls. La densidad de población era de 378,64 hab./km². De los 2.891 habitantes, Oconto Falls estaba compuesto por el 95.92% blancos, el 0.14% eran afroamericanos, el 1.49% eran amerindios, el 0.42% eran asiáticos, el 0% eran isleños del Pacífico, el 0.35% eran de otras razas y el 1.69% pertenecían a dos o más razas. Del total de la población el 1.21% eran hispanos o latinos de cualquier raza.